# Vladimir Boerdoeli
Vladimir Boerdoeli (Georgisch: ვლადიმერ ძე ბურდული, Vladimir Burduli) (Tbilisi, 26 oktober 1980) is een voetballer uit Georgië, die sinds de zomer van 2010 onder contract staat bij het Azerbeidzjaanse Neftçi Bakoe. Hij speelt als rechtermiddenvelder.

## Interlandcarrière
Boerdoeli speelde in de periode 2001-2007 in totaal twintig officiële interlands (twee doelpunten) voor het Georgisch voetbalelftal. Hij maakte zijn debuut voor de nationale ploeg op 15 augustus 2001 in de vriendschappelijke interland tegen Luxemburg, die met 3-0 werd gewonnen. Hij werd in die wedstrijd na 63 minuten vervangen door een andere debutant, Roin Oniani.
| Interlanddoelpunten | Interlanddoelpunten | Interlanddoelpunten | Interlanddoelpunten | Interlanddoelpunten | Interlanddoelpunten | Interlanddoelpunten |
| #                   | Datum               | Locatie             | Tegenstander        | Goal(s)             | Uitslag             | Wedstrijd           |
| ------------------- | ------------------- | ------------------- | ------------------- | ------------------- | ------------------- | ------------------- |
| 1                   | 17/04/2002          | Kiev, Oekraïne      | Oekraïne            | 70'                 | 2–1                 | Oefeninterland      |
| 2                   | 04/06/2005          | Tirana, Albanië     | Albanië             | 85'                 | 3–2                 | WK-kwalificatie     |

## Erelijst
Dinamo Tbilisi
- Georgisch landskampioen

1998, 1999, 2003
- Georgische voetbalbeker

2003
- Georgische supercup

1999, 2005